# Giorgio Giorgioni
Giorgio Giorgioni (Ravenna, 6 maggio 1923 – La Spezia, 18 dicembre 1998) è stato un calciatore italiano, di ruolo centrocampista.

## Carriera
Centrocampista centrale, giocò in Serie A con il Modena ed in Serie B con Pisa e Messina.